# Nature Metabolism
Nature Metabolism — щомісячний рецензований науковий журнал, який видається Nature Portfolio. Був заснований у 2019 році. Головний редактор — Крістоф Шмітт.

## Цілі та сфера застосування
Nature Metabolism публікує наукові роботи з усіх галузей дослідження метаболізму (обміну речовин), які значно покращують розуміння метаболічних і гомеостатичних процесів у клітинному чи ширшому фізіологічному контексті, від фундаментальної клітинної біології до базових біомедичних і трансляційних досліджень. Дослідження, опубліковані в Nature Metabolism, націлені проливати світло на те, як клітинний метаболізм впливає на клітинну функцію, на фізіологію та гомеостаз органів і тканин, на регуляцію енергетичного гомеостазу організму та на молекулярну патофізіологію метаболічних захворювань, таких як цукровий діабет і ожиріння, та їх лікування.

## Тематика
Теми, які висвітлюються в журналі:

### Біологія клітини
- Визначення поживних речовин (Nutrient sensing)
- Метаболічні шляхи, мережі та потоки
- Мітохондріальна біологія
- Метаболічна регуляція посттрансляційних модифікацій
- Аутофагія і протеостаз
- Редокс сигналізація
- Старіння
- Метаболізм раку
- Метаболізм стовбурових клітин
- Метаболізм імунних клітин
- Мікробний метаболізм і біотехнологія
- Метаболізм рослин

### Інтегративна фізіологія та біомедичні дослідження
- Фізіологія метаболічних тканин, включаючи жирову тканину, підшлункову залозу, печінку, кишка, м'язи
- Гормональна, нейрональна, імунологічна або мікробна регуляція енергетичного гомеостазу організму
- Метаболічні захворювання, такі як діабет, ожиріння, неалкогольна жирова хвороба печінки
- Метаболічний синдром, включаючи артеріальну гіпертензію
- Серцево-судинна біологія та метаболізм
- Обмін ліпідів і холестерину
- Атеросклероз
- Міжтканинні перехресні взаємодії та ендокринологія
- Дослідження мікробіому
- Дослідження старіння
- Циркадні ритми
- Дієта і харчування
- Фізіологічні реакції на сигнали навколишнього середовища
- Методологічні досягнення в дослідженні метаболізму

### Трансляційні та клінічні дослідження
- Лікування метаболічних захворювань або метаболічного синдрому, включаючи клінічні дослідження
- Препарати, спрямовані на метаболічні шляхи при захворюванні
- Харчові втручання (див. також Здорове харчування, Раціональне харчування, Нутрігеноміка)
- Фізіологія фізичних вправ
- Дослідження оміксних технологій та мультиоміки
- Генетика та геноміка, епігенетика та епігеноміка

## Реферування та індексування
Журнал реферується та індексується за:
- PubMed / MEDLINE [5]
- Індекс наукового цитування розширено [6]
- Scopus [7]

Відповідно до Journal Citation Reports, імпакт-фактор журналу на 2021 рік становить 19,950, що ставить його на 5 місце серед 146 журналів у категорії «Ендокринологія та метаболізм».